# Lista simfoniilor de Joseph Haydn

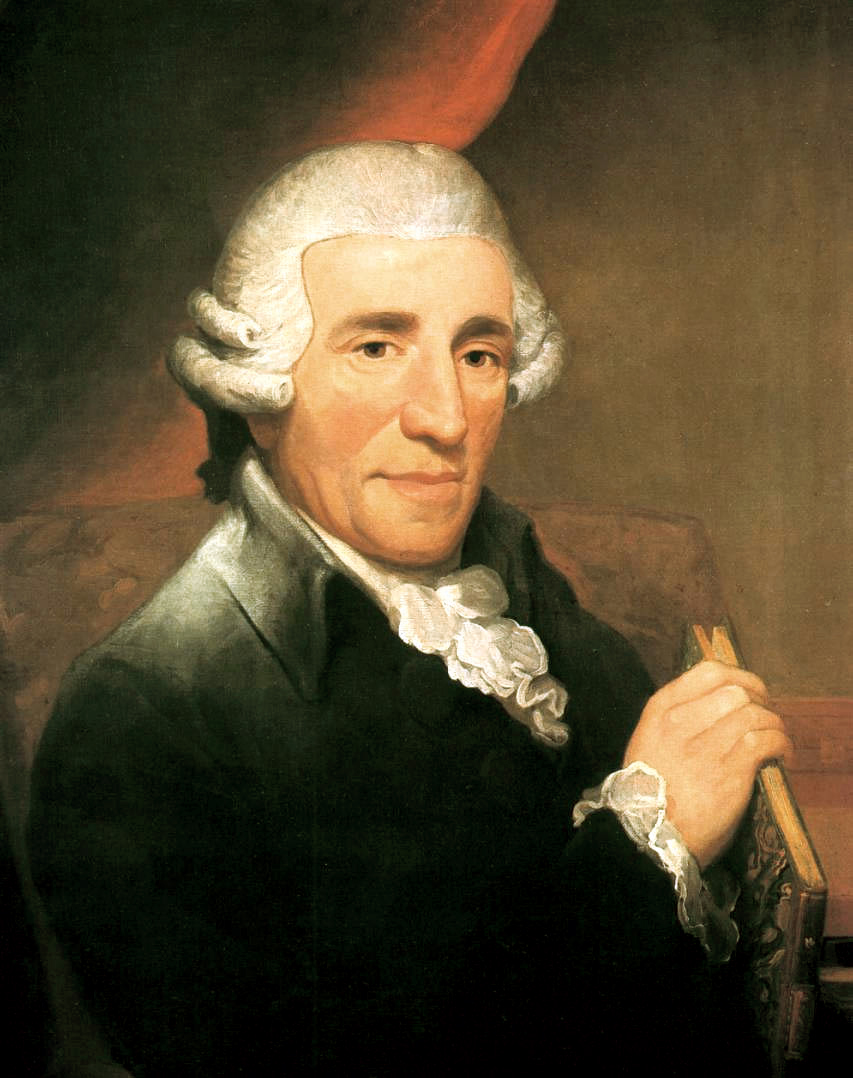
Joseph Haydn, portret în ulei de Thomas Hardy (1791)

Lista simfoniilor de Joseph Haydn alcătuită de muzicologul Eusebie Mandicevschi în anul 1908, în ordine cronologică așa cum era ea cunoscută în acea vreme, cuprinde 104 lucrări. În deceniile următoare au fost identificate numeroase erori în cronologia lui Mandicevschi, dar numerotarea sa devenise atât de larg utilizată încât ea a fost preluată în catalogul operelor lui Haydn compilat de Anthony van Hoboken⁠(en)[traduceți] în 1957 și completat cu patru lucrări descoperite între timp, care au primit numerele 105, 106, 107 și 108. Ultimele două apar în ediția completă a simfoniilor publicată de H. C. Robbins Landon⁠(en)[traduceți] ca simfoniile A și B, iar în literatură numărul simfoniilor lui Haydn este indicat ca 106.

## Lista de 104 simfonii alcătuită de Eusebie Mandicevschi
- Simfonia nr. 1 în re major (1757)
- Simfonia nr. 2 în do major (1757/59)
- Simfonia nr. 3 în sol major (1761)
- Simfonia nr. 4 în re major (1757/60)
- Simfonia nr. 5 în la major (1760/61)
- Simfonia nr. 6 în re major „Le Matin” (1761)
- Simfonia nr. 7 în do major „Le Midi” (1761)
- Simfonia nr. 8 în sol major „Le Soir” (1761)
- Simfonia nr. 9 în do major (1762)
- Simfonia nr. 10 în re major (1758/60)
- Simfonia nr. 11 în mi bemol major (1760/60)
- Simfonia nr. 12 în mi major (1763)
- Simfonia nr. 13 în re major (1763)
- Simfonia nr. 14 în la major (1762)
- Simfonia nr. 15 în re major (1761)
- Simfonia nr. 16 în si bemol major (1763)
- Simfonia nr. 17 în fa major (1760/61)
- Simfonia nr. 18 în sol major (1757/59)
- Simfonia nr. 19 în re major (1761/61)
- Simfonia nr. 20 în do major (1758/60)
- Simfonia nr. 21 în la major (1764)
- Simfonia nr. 22 în mi bemol major „Der Philosoph” (1764)
- Simfonia nr. 23 în sol major (1764)
- Simfonia nr. 24 în re major (1764)
- Simfonia nr. 25 în do major (1760/61)
- Simfonia nr. 26 în re minor „Lamentatione” (1768)
- Simfonia nr. 27 în sol major (1757/60)
- Simfonia nr. 28 în la major (1765)
- Simfonia nr. 29 în mi major (1765)
- Simfonia nr. 30 în do major „Alleluja” (1765)
- Simfonia nr. 31 în re major „Hornsignal” (1765)
- Simfonia nr. 32 în do major (1760/61)
- Simfonia nr. 33 în do major (1761/62)
- Simfonia nr. 34 în re minor (1763)
- Simfonia nr. 35 în si bemol major (1767)
- Simfonia nr. 36 în mi bemol major (1762)
- Simfonia nr. 37 în do major (1757/58)
- Simfonia nr. 38 în do major „Echo” (1767)
- Simfonia nr. 39 în sol minor (1765)
- Simfonia nr. 40 în fa major (1763)
- Simfonia nr. 41 în do major (1768)
- Simfonia nr. 42 în re major (1771)
- Simfonia nr. 43 în mi bemol major „Merkur” (1770/71)
- Simfonia nr. 44 în mi minor „Trauer-Sinfonie” (1770/71)
- Simfonia nr. 45 în fa diez minor „Abschiedssinfonie” (1772)
- Simfonia nr. 46 în si major (1772)
- Simfonia nr. 47 în sol major „Das Palindrom” (1772)
- Simfonia nr. 48 în do major „Maria Theresia” (1769)
- Simfonia nr. 49 în fa minor „La Passione” (1768)
- Simfonia nr. 50 în do major (1773/74)
- Simfonia nr. 51 în si bemol major (1773)
- Simfonia nr. 52 în do minor (1771)
- Simfonia nr. 53 în re major, „L'Impériale” (1778/79)
- Simfonia nr. 54 în sol major (1774/76)
- Simfonia nr. 55 în mi bemol major „Der Schulmeister” (1774)
- Simfonia nr. 56 în do major (1774)
- Simfonia nr. 57 în re major (1774)
- Simfonia nr. 58 în fa major (1767)
- Simfonia nr. 59 în la major  „Feuer” (1768)
- Simfonia nr. 60 în do major  „Il distratto” (1774)
- Simfonia nr. 61 în re major (1776)
- Simfonia nr. 62 în re major (1780)
- Simfonia nr. 63 în do major „La Roxelane” (1779)
- Simfonia nr. 64 în la major „Tempora Mutantur” (1773)
- Simfonia nr. 65 în la major (1769)
- Simfonia nr. 66 în si bemol major (1774/75)
- Simfonia nr. 67 în fa major (1774/75)
- Simfonia nr. 68 în si bemol major (1774/75)
- Simfonia nr. 69 în do major „Laudon” (1774/75)
- Simfonia nr. 70 în re major (1778/79)
- Simfonia nr. 71 în si bemol major (1778/79)
- Simfonia nr. 72 în re major (1763)
- Simfonia nr. 73 în re major „La Chasse” (1781)
- Simfonia nr. 74 în mi bemol major (1780)
- Simfonia nr. 75 în re major (1779)
- Simfonia nr. 76 în mi bemol major (1782)
- Simfonia nr. 73 în re major „La Chasse” (1781)
- Simfonia nr. 74 în mi bemol major (1780)
- Simfonia nr. 75 în re major (1779)
- Simfonia nr. 76 în mi bemol major (1782)
- Simfonia nr. 77 în si bemol major (1782)
- Simfonia nr. 78 în do minor (1782)
- Simfonia nr. 79 în fa major (1784)
- Simfonia nr. 80 în re minor (1784)
- Simfonia nr. 81 în sol major (1784)
- Simfonia nr. 82 în do major „L’Ours” (1786)
- Simfonia nr. 83 în sol minor „La Poule (Die Henne)” (1785)
- Simfonia nr. 84 în mi bemol major (1786)
- Simfonia nr. 85 în si bemol major „La Reine (Die Königin)” (1785)
- Simfonia nr. 86 în re major (1786)
- Simfonia nr. 87 în la major (1785)
- Simfonia nr. 88 în sol major (1787)
- Simfonia nr. 89 în fa major (1787)
- Simfonia nr. 90 în do major (1788)
- Simfonia nr. 91 în mi bemol major (1788)
- Simfonia nr. 92 în sol major „Oxford” (1789)
- Simfonia nr. 93 în re major (1791, 17 februarie 1792)
- Simfonia nr. 94 în sol major „Mit dem Paukenschlag” (1791, 23 martie 1792)
- Simfonia nr. 95 în do minor (1791)
- Simfonia nr. 96 în re major „Le Miracle (Das Wunder)” (1791, 11 martie 1791)
- Simfonia nr. 97 în do major (3–4 mai 1792)
- Simfonia nr. 98 în si bemol major (2 martie 1792)
- Simfonia nr. 99 în mi bemol major (10 februarie 1794)
- Simfonia nr. 100 în sol major „Militär” (31 martie 1794)
- Simfonia nr. 101 în re major „Die Uhr” (3 martie 1794)
- Simfonia nr. 102 în si bemol major (1795)
- Simfonia nr. 103 în mi bemol major, „Mit dem Paukenwirbel” (2 martie 1795)
- Simfonia nr. 104 în re major „London” (13 aprilie 1795)

## Lista celor patru simfonii descoperite ulterior
- Simfonia nr. 105 în si bemol major „Sinfonia concertante” (1792)
- Simfonia nr. 106 în re major „Ouvertüre zu «Le pescatrici»” (1769)
- Simfonia nr. 107 în si bemol major „Symphonie A” (1757/60)
- Simfonia nr. 108 în si bemol major „Symphonie B” (1757/60)